# Virgin Racing
Virgin Racing, známý též jako Marussia Virgin Racing, je automobilový závodní tým, který se účastnil závodů Formule 1 v letech 2010 a 2011. Počínaje sezonou 2012 tým závodil pod názvem Marussia F1 Team.

## Založení
Tým byl původně založen pod názvem Manor Motorsport, jako partnerství Manor Motorsport a Wirth Research. Šéf společnosti Manor Motosport John Booth byl šéfem týmu a technickým ředitelem byl Nick Wirth. Tým používal motory dodané společností Cosworth. Manor Motosport je známý ze svého působení ve F3 Euroseries, nyní závodí v sérii GP3. Tým sídlil ve městě Dinnington, oblast South Yorkshire ve Velké Británii, zatímco Wirth Research navrhovala a vyráběla monoposty F1 ze své základny v Bicesteru.
Na konci roku 2009 byl tým přejmenován na Virgin Racing. Společnost Virgin Richarda Bransona se stala hlavním sponzorem týmu.

## Sezóna 2010
Virgin VR-01 je prvním monopostem F1, který byl navrhován pouze využitím technologie CFD bez použití aerodynamického tunelu.
Dne 17. listopadu 2009 bylo oznámeno, že v týmu bude účinkovat na pozici týmové jedničky Timo Glock, bývalý jezdec týmu Toyota. Jezdec podepsal dvouletou smlouvu s možností jednoletého prodloužení. Jeho týmovým kolegou byl brazilský pilot Lucas di Grassi. Testovacími piloty se stali Luiz Razia a Álvaro Parente, kterého nahradil 23. února 2010 Andy Soucek. 11. srpna 2010 se rozhodl Soucek odejít z týmu. 20. září 2010 bylo oznámeno, že Jérôme d'Ambrosio, bývalý testovací jezdec týmu Renault, bude působit jako testovací jezdec týmu Virgin Racing a zúčastní se čtyř prvních pátečních tréninků v Singapuru, Japonsku, Koreji a Brazílii.

## Sezóna 2011
Ruská automobilka Marussia odkoupila 11. listopadu 2010 většinový podíl týmu. Nový monopost Virgin MVR-02 tuto změnu reflektoval svým označením.
V roce 2011 zůstal prvním jezdcem týmu Marussia Virgin Racing Němec Timo Glock a jeho novým týmovým kolegou se stal Belgičan Jérôme d'Ambrosio.

## Formule E
Název Virgin Racing se do motoristického sportu vrátil v roce 2014, kdy se přihlásil do první sezóny 2014/15 nově vznikajícího šampionátu vozů na elektrický pohon Formule E, personálně se ovšem jedná o jiný tým.

## Kompletní výsledky
| Legenda k tabulce | Legenda k tabulce                                                                       |
| Barva             | Výsledek                                                                                |
| ----------------- | --------------------------------------------------------------------------------------- |
| Zlatá             | Vítěz                                                                                   |
| Stříbrná          | 2. místo                                                                                |
| Bronzová          | 3. místo                                                                                |
| Zelená            | Bodované umístění                                                                       |
| Modrá             | Nebodované umístění                                                                     |
| Modrá             | Dokončil neklasifikován (NC)                                                            |
| Fialová           | Odstoupil (Ret)                                                                         |
| Červená           | Nekvalifikoval se (DNQ)                                                                 |
| Červená           | Nepředkvalifikoval se (DNPQ)                                                            |
| Černá             | Diskvalifikován (DSQ)                                                                   |
| Bílá              | Nestartoval (DNS)                                                                       |
| Bílá              | Závod zrušen (C)                                                                        |
| Světle modrá      | Pouze trénoval (PO)                                                                     |
| Světle modrá      | Páteční testovací jezdec (TD)                                                           |
| Bez barvy         | Netrénoval (DNP)                                                                        |
| Bez barvy         | Vyřazen (EX)                                                                            |
| Bez barvy         | Nepřijel (DNA)                                                                          |
| Bez barvy         | Odvolal účast (WD)                                                                      |
| Bez barvy         | Nezúčastnil se (prázdné)                                                                |
| Označení          | Význam                                                                                  |
| Tučnost           | Pole position                                                                           |
| Kurzíva           | Nejrychlejší kolo                                                                       |
| †                 | Jezdec nedojel do cíle, ale byl klasifikován, protože odjel více než 90 % délky závodu. |
| ‡                 | Byl udělován poloviční počet bodů, protože bylo odjeto méně než 75 % délky závodu.      |
| Horní index       | Umístění bodujících jezdců ve sprintu                                                   |

| Rok  | Název                  | Šasi          | Motor                  | Pneu | Č. | Jezdci     | 1   | 2   | 3   | 4   | 5   | 6   | 7   | 8   | 9   | 10  | 11  | 12  | 13  | 14  | 15  | 16  | 17  | 18  | 19  | Body | Umístění |
| ---- | ---------------------- | ------------- | ---------------------- | ---- | -- | ---------- | --- | --- | --- | --- | --- | --- | --- | --- | --- | --- | --- | --- | --- | --- | --- | --- | --- | --- | --- | ---- | -------- |
| 2010 | Virgin Racing          | Virgin VR-01  | Cosworth CA2010 2,4 V8 | B    |    |            | BHR | AUS | MAL | CHN | ESP | MON | TUR | CAN | EUR | GBR | GER | HUN | BEL | ITA | SIN | JPN | KOR | BRA | ABU | 0    | 12.      |
| 2010 | Virgin Racing          | Virgin VR-01  | Cosworth CA2010 2,4 V8 | B    | 24 | Glock      | Ret | Ret | Ret | DNS | 18  | Ret | 18  | Ret | 19  | 18  | 18  | 16  | 18  | 17  | Ret | 14  | Ret | 20  | Ret | 0    | 12.      |
| 2010 | Virgin Racing          | Virgin VR-01  | Cosworth CA2010 2,4 V8 | B    | 25 | di Grassi  | Ret | Ret | 14  | Ret | 19  | Ret | 19  | 19  | 17  | Ret | Ret | 18  | 17  | 20† | 15  | DNS | Ret | NC  | 18  | 0    | 12.      |
| 2011 | Marussia Virgin Racing | Virgin MVR-02 | Cosworth CA2011 2,4 V8 | P    |    |            | AUS | MAL | CHN | TUR | ESP | MON | CAN | EUR | GBR | GER | HUN | BEL | ITA | SIN | JPN | KOR | IND | ABU | BRA | 0    | 12.      |
| 2011 | Marussia Virgin Racing | Virgin MVR-02 | Cosworth CA2011 2,4 V8 | P    | 24 | Glock      | NC  | 16  | 21  | DNS | 19  | Ret | 15  | 21  | 16  | 17  | 17  | 18  | 15  | Ret | 20  | 18  | Ret | 19  | Ret | 0    | 12.      |
| 2011 | Marussia Virgin Racing | Virgin MVR-02 | Cosworth CA2011 2,4 V8 | P    | 25 | d'Ambrosio | 14  | Ret | 20  | 20  | 20  | 15  | 14  | 22  | 17  | 18  | 19  | 17  | Ret | 18  | 21  | 20  | 16  | Ret | 19  | 0    | 12.      |